# Plongée en altitude

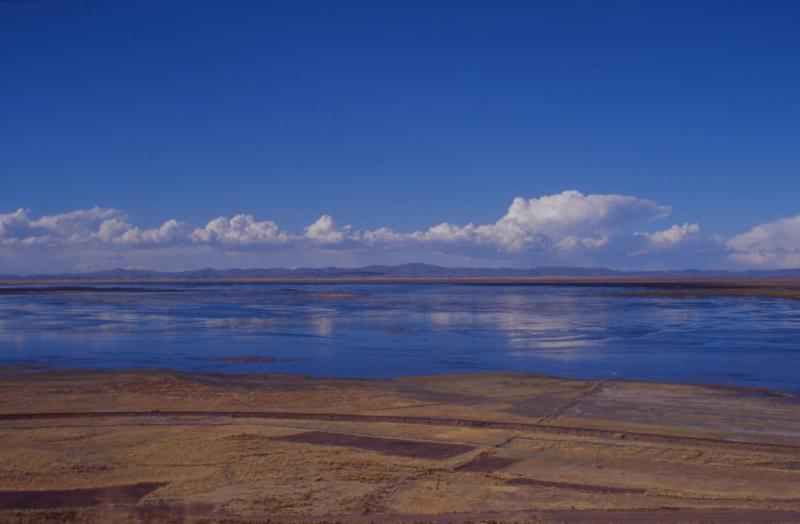
Le lac Titicaca (Pérou et Bolivie) est situé entre 3809 et 3811 mètres d'altitude, pour une profondeur moyenne de 140 mètres.

On appelle plongée en altitude la plongée sous-marine effectuée en altitude, là où la pression atmosphérique est inférieure à celle au niveau de la mer. Cette activité se pratique principalement dans les lacs d'altitude et nécessite une préparation particulière pour le plongeur, car en plus des contraintes liées à la température plus faible d'altitude, le calcul des temps de décompression est modifié.

## Explication

### Pression atmosphérique en altitude
En altitude, la couche d'atmosphère est moins épaisse qu'au niveau de la mer. La pression atmosphérique est donc moins élevée en altitude qu'au niveau de la mer. La pression atmosphérique d'un lieu en altitude peut être mesurée grâce à un baromètre ou bien être extrapolée de manière simplifiée grâce au principe suivant : jusqu'à 5 000 mètres, la pression atmosphérique décroît de 0.1 Bar par 1 000 mètres d'élévation.

### Saturation des tissus
D'après la loi de Henry, « à température constante et à saturation, la quantité de gaz dissous dans un liquide est proportionnelle à la pression partielle qu'exerce ce gaz sur le liquide ». À une même profondeur d'immersion qu'en mer, la pression absolue n'est pas la même qu'en altitude; les protocoles de décompression doivent donc subir des adaptations.

### Utilisation destables de décompression
| Profondeur | Mer   | Lac à 2000 mètres d'altitude |
| ---------- | ----- | ---------------------------- |
| surface    | 1 bar | 0.8 bar                      |
| -10 m      | 2 bar | 1.8 bar                      |
| -40 m      | 5 bar | 4.8 bar                      |
| -50 m      | 6 bar | 5.8 bar                      |

On constate dans ce tableau qu'en mer à −40 m la pression a augmenté de {\displaystyle 5/1=5} fois et de {\displaystyle 6/1=6} fois à −50 m alors qu'en lac de montagne, la pression a augmenté de {\displaystyle 4,8/0,8=6} fois dès −40 m.
La dissolution qui s'effectue dans notre organisme est directement liée à l'augmentation de pression et à la durée d'exposition. Les tables de décompression sont en général prévues pour une utilisation à une altitude d'au plus 300 mètres. Pour pouvoir les utiliser, il faut donc déterminer une profondeur « équivalente ».
La 1re méthode utilisée fut celle du professeur Chouteau. Intrinsèquement liée aux modèles de décompression purement haldaniens — actuellement seules les tables MN90 et dérivées FFESSM entrent dans cette catégorie — dont elle reprend la notion de seuil de sursaturation critique (Sc) . Le Sc est le rapport maximal de la tension d'un gaz dans les tissus sur la pression ambiante avant un dégazage anarchique. Cette méthode consiste à considérer qu'une profondeur de x mètres dans une table correspond en fait à la profondeur y de telle façon que : {\displaystyle {\frac {P_{amb_{y}}}{P_{ambiante}}}={\frac {P_{amb_{x}}}{P_{mer}}}}
Exemple: Pour une plongée à −40 m dans un lac à 2 000 m d'altitude, on considèrera une plongée équivalente de profondeur de −50 m dans les tables ayant la même durée. Les temps de remontée sont identiques et donc les vitesses sont réduites.
L'air atmosphérique est très différent de l'air alvéolaire (celui des poumons, là où les échanges gazeux ont lieu). Ce dernier contient approximativement 0,06 bar de vapeur d'eau, 0,05 bar de dioxyde de carbone, valeurs peu ou pas liées à la pression ambiante, les taux de dioxygène et de diazote sont également différents, cette méthode donne donc des résultats erronés (paliers « sous-dimensionnés »).
De plus, le gradient de pression entre la surface et les premiers mètres étant très élevé, le risque de crise hypoxique en surface est accru.
Les méthodes modernes, conçues par Hennessy, Bühlmann, Wienke ou d'autres physiologistes hyperbares utilisent l'égalité de pressions précédentes en remplaçant les pressions ambiantes par les pressions partielles de diazote.

### Instruments
Suivant leur mode de fonctionnement, les profondimètres sont ou ne sont pas affectés par la différence de pression et peuvent indiquer de fausses valeurs.